# Kamieniec (województwo śląskie)

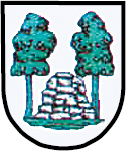
Nieoficjalny herb wsi Kamieniec

Kamieniec (niem. Kaminietz, Dramastein 1936–1945) – wieś sołecka w Polsce położona w województwie śląskim, w powiecie tarnogórskim, w gminie Zbrosławice, o powierzchni 8,30 km².
W latach 1945–1954 i 1973–1977 miejscowość była siedzibą gminy Kamieniec. W latach 1954–1972 wieś należała i była siedzibą władz gromady Kamieniec. W latach 1975–1998 miejscowość należała administracyjnie do województwa katowickiego.

## Nazwa
W łacińskiej Liber fundationis episcopatus Vratislaviensis (pol. Księdze uposażeń biskupstwa wrocławskiego) z 1295 roku miejscowość wymieniona jest jako Kamen w okręgu Pyskowice i Zbrosławice.
Z dniem 10 sierpnia 1936 urzędowa nazwa niemiecka Kaminietz została zmieniona na Dramastein ('kamień Dramy').

## Historia
Ze źródeł wiadomo, że nazwa Kamieniec, pochodząca od słowa „kamień”, oznaczała prawdopodobnie miejsce ufortyfikowane kamieniami. Na wzgórzu istniała obwarowana osada obronna kultury łużyckiej (650–400 p.n.e.), w której odkryto chatę odlewnika przedmiotów z brązu. W Kamieńcu istniał najstarszy znany słowiański gród w okolicach Gliwic zbudowany w 1. połowie VIII wieku. Wzniesiony został on na wyniosłym cyplu nad rzeką Dramą, ale osada otwarta w jego miejscu powstała tu już nawet wcześniej, bo na przełomie VII/VIII w. Gród ufortyfikowano wałem i fosą, ale spalono go nagle w IX w., co wiązać należy z jakimiś niepokojami politycznymi w tym czasie.
Miejscowość była podobno wzmiankowana już w roku 1279.
Kamieniec administracyjnie był związany z Pyskowicami (pierwotna parafia), Toszkiem i Gliwicami, przynależąc do kasztelanii toszeckiej, księstwa toszeckiego i następnie powiatu toszecko-gliwickiego i gliwickiego (do 1973 r.). W powiecie tarnogórskim Kamieniec znalazł się dopiero w 1999 r. w wyniku ostatniej reformy administracyjnej.
W drugiej połowie XIX w. wieś zajmowała ok. 6 km², obejmowała 42 osady, posiadała 3 młyny wodne, kościół katolicki i szkołę. Parafia w 1869 roku liczyła 1437 katolików, 11 ewangelików i 7 izraelitów. Należały do niej: Księży Las, Nierada, Kamieniec, Łubki.
Cały klucz kamieniecki liczył ok. 40 km² i obejmował następujące miejscowości: Kamieniec, Boniowice, Księży Las, Łubki, Przezchlebie, Świętoszowice i Ziemięcice. Na jego terenie znajdowało się: 7 młynów wodnych, cegielnia i 4 piece wapienne.
Podczas plebiscytu na Górnym Śląsku głosy w Kamieńcu zostały oddane następująco:
- 218 za Polską,
- 146 za Niemcami (z czego 73 to głosy emigrantów)[9].

Według legendy tutejszy zamek został założony przez samych templariuszy, którzy mieli ukryć nieopodal zamku skarb.

## Zabytki

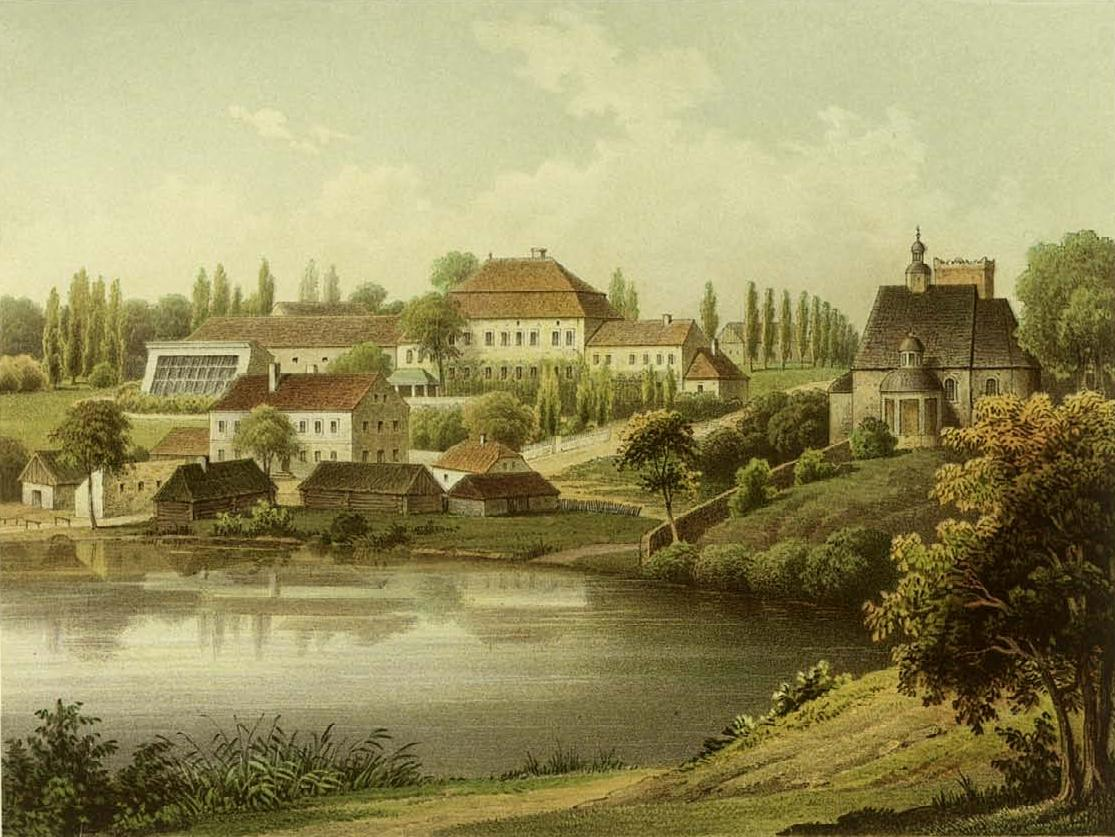
Kamieniec na XIX-wiecznej litografii z kolekcji Aleksandra Dunckera

- Kościół Narodzenia św. Jana Chrzciciela z XV wieku, konsekrowany prawdopodobnie w 1417 r.
- Pałac z początku XVIII wieku.
- Grodzisko słowiańskie z VIII wieku - wzniesiony został na wyniosłym cyplu nad rzeką Dramą w Kamieńcu koło Zbrosławic. Badania archeologiczne prowadzone w jego obrębie wskazują, że osada otwarta (wieś) powstała tu już nawet wcześniej, bo na przełomie VII/VIII wieku. W 1. połowie VIII w. została ona  jednak ufortyﬁkowana wałem i fosą. Wał o konstrukcji drewniano-ziemnej, dodatkowo licowany kamieniami, osłaniał dostęp do osady od niechronionej wcześniej strony południowo-wschodniej, a zapewne również od strony skarpy. Wał był szeroki u podstawy na 7,6 m, a fosa miała szerokość do 9 m i głębokość 2,8 m. Wał o konstrukcji drewniano-ziemnej, dodatkowo licowany kamieniami osłaniał dostęp do osady od niechronionej wcześniej strony południowo-wschodniej, a zapewne również od północnej i południowej strony skarpy. Powierzchnia wyżynnego założenia obronnego wynosiła około 0,8 ha. We wnętrzu grodu natraﬁono na ślady palenisk oraz słupów, stanowiących pierwotnie elementy konstrukcyjne zabudowy drewnianej. Odkryto również liczne ułamki naczyń glinianych, a także elementy narzędzi i przedmiotów codziennego użytku w postaci nożyków i kabłąków wiader, a także uzbrojenia i oporządzenia jeździeckiego, jak grot strzały czy fragmenty ostróg. Gród w Kamieńcu został zniszczony i spalony nagle w IX w., co wiązać należy z jakimiś niepokojami politycznymi w tym czasie[7].

## Inne obiekty
- Sanatorium Rehabilitacyjne Neuropsychiatrii Kamieniec-Zbrosławice (istniejący w Kamieńcu mikroklimat sprzyja leczeniu chorób układu oddechowego i nerwowego).